# Шампейн (округ, Огайо)
Округ Шампейн (англ. Champaign County) располагается в штате Огайо, США. Официально образован 1 марта 1805 года. По состоянию на 2010 год, численность населения составляла 40 097 человека.

## География
По данным Бюро переписи США, общая площадь округа равняется 1 113,261 км2, из которых 1 110,256 км2 суша и 1,160 км2 или 0,270 % это водоёмы.

## Население
По данным переписи населения 2000 года в округе проживает 38 890 жителей в составе 14 952 домашних хозяйств и 10 870 семей. Плотность населения составляет 35,00 человек на км2. На территории округа насчитывается 15 890 жилых строений, при плотности застройки около 14,00-ти строений на км2. Расовый состав населения: белые — 95,73 %, афроамериканцы — 2,30 %, коренные американцы (индейцы) — 0,31 %, азиаты — 0,25 %, гавайцы — 0,02 %, представители других рас — 0,31 %, представители двух или более рас — 1,08 %. Испаноязычные составляли 0,69 % населения независимо от расы.
В составе 34,00 % из общего числа домашних хозяйств проживают дети в возрасте до 18 лет, 59,70 % домашних хозяйств представляют собой супружеские пары проживающие вместе, 9,20 % домашних хозяйств представляют собой одиноких женщин без супруга, 27,30 % домашних хозяйств не имеют отношения к семьям, 23,50 % домашних хозяйств состоят из одного человека, 9,40 % домашних хозяйств состоят из престарелых (65 лет и старше), проживающих в одиночестве. Средний размер домашнего хозяйства составляет 2,56 человека, и средний размер семьи 3,01 человека.
Возрастной состав округа: 26,20 % моложе 18 лет, 7,90 % от 18 до 24, 28,70 % от 25 до 44, 24,60 % от 45 до 64 и 24,60 % от 65 и старше. Средний возраст жителя округа 37 лет. На каждые 100 женщин приходится 95,90 мужчин. На каждые 100 женщин старше 18 лет приходится 92,90 мужчин.
Средний доход на домохозяйство в округе составлял 43 139 USD, на семью — 50 430 USD. Среднестатистический заработок мужчины был 38 265 USD против 26 241 USD для женщины. Доход на душу населения составлял 19 542 USD. Около 5,10 % семей и 7,60 % общего населения находились ниже черты бедности, в том числе — 9,90 % молодежи (тех, кому ещё не исполнилось 18 лет) и 7,60 % тех, кому было уже больше 65 лет.